# 韦妃 (隋朝太子妃)
韦妃（？—？），京兆郡杜陵县（今陕西省西安市长安区）人，出自京兆韦氏郧公房，北周上柱国、郧襄公韦孝宽孙女，柱国、京兆尹、河南贞公韦㧾之女，元德太子杨昭之妻，隋恭帝杨侑之母。
韦妃事蹟不詳，当于大业元年（605年）生杨侑，同年，丈夫杨昭被立为太子。大业二年（606年），丈夫杨昭逝世。楊昭被封太子之後，隋煬帝楊廣曾考慮重立楊昭前妻河南王妃崔氏為太子妃。杨侑登基后，没有追尊父母。杨昭庶子越王杨侗登基后，追尊杨昭为孝成皇帝，尊生母刘良娣为圣感皇太后，也没有追尊嫡母韦妃的记载。
韦总墓志中记载了六个女儿，并不清楚六人中谁为元德太子妃。